# FIA World Endurance Championship 2017
Het FIA World Endurance Championship 2017 was het zesde seizoen van het FIA World Endurance Championship, een autosportkampioenschap met endurancewedstrijden dat georganiseerd wordt door de Fédération Internationale de l'Automobile (FIA) en de Automobile Club de l'Ouest (ACO). In het kampioenschap reden prototype- en GT-wagens verdeeld onder vier klassen. Er werden wereldtitels uitgedeeld aan de hoogst geplaatste coureurs en constructeurs in zowel de prototype- als de GT-klassen.

## Kalender
Op 22 september 2016 werd de WEC-kalender van 2017 bekend gemaakt. Alle races uit het seizoen 2016 keerden terug.
| Ronde | Race                                  | Circuit                        | Datum        |
| ----- | ------------------------------------- | ------------------------------ | ------------ |
| 1     | 6 uur van Silverstone                 | Silverstone                    | 16 april     |
| 2     | 6 uur van Spa-Francorchamps           | Circuit de Spa-Francorchamps   | 6 mei        |
| 3     | 24 uur van Le Mans                    | Circuit de la Sarthe           | 17-18 juni   |
| 4     | 6 uur van de Nürburgring              | Nürburgring                    | 16 juli      |
| 5     | 6 uur van Mexico                      | Autódromo Hermanos Rodríguez   | 3 september  |
| 6     | 6 uur van het Circuit of the Americas | Circuit of the Americas        | 16 september |
| 7     | 6 uur van Fuji                        | Fuji Speedway                  | 15 oktober   |
| 8     | 6 uur van Shanghai                    | Shanghai International Circuit | 5 november   |
| 9     | 6 uur van Bahrein                     | Bahrain International Circuit  | 18 november  |

## Teams en coureurs
Inschrijvingen in het groen komen alleen in aanmerking voor kampioenschapspunten bij de coureurs. Inschrijvingen in het rood komen in aanmerking voor kampioenschapspunten bij de coureurs, maar komen alleen in aanmerking voor kampioenschapspunten bij de constructeurs tijdens de 24 uur van Le Mans.

### LMP1
| Team                 | Auto                | Motor                      | Hybride           | Banden | Nr. | Coureur           | Races    |
| -------------------- | ------------------- | -------------------------- | ----------------- | ------ | --- | ----------------- | -------- |
| Porsche LMP Team     | Porsche 919 Hybrid  | Porsche 2.0L Turbo V4      | Hybride           | M      | 1   | Neel Jani         | Alle     |
| Porsche LMP Team     | Porsche 919 Hybrid  | Porsche 2.0L Turbo V4      | Hybride           | M      | 1   | Nick Tandy        | Alle     |
| Porsche LMP Team     | Porsche 919 Hybrid  | Porsche 2.0L Turbo V4      | Hybride           | M      | 1   | André Lotterer    | Alle     |
| Porsche LMP Team     | Porsche 919 Hybrid  | Porsche 2.0L Turbo V4      | Hybride           | M      | 2   | Timo Bernhard     | Alle     |
| Porsche LMP Team     | Porsche 919 Hybrid  | Porsche 2.0L Turbo V4      | Hybride           | M      | 2   | Brendon Hartley   | Alle     |
| Porsche LMP Team     | Porsche 919 Hybrid  | Porsche 2.0L Turbo V4      | Hybride           | M      | 2   | Earl Bamber       | Alle     |
| ByKolles Racing Team | ENSO CLM P1/01      | Nismo VRX30A 3.0L Turbo V6 |                   | M      | 4   | Oliver Webb       | 1-4      |
| ByKolles Racing Team | ENSO CLM P1/01      | Nismo VRX30A 3.0L Turbo V6 | Dominik Kraihamer | M      | 4   | 1-4               |          |
| ByKolles Racing Team | ENSO CLM P1/01      | Nismo VRX30A 3.0L Turbo V6 | James Rossiter    | M      | 4   | 1-2               |          |
| ByKolles Racing Team | ENSO CLM P1/01      | Nismo VRX30A 3.0L Turbo V6 | Marco Bonanomi    | M      | 4   | 3-4               |          |
| Toyota Gazoo Racing  | Toyota TS050 Hybrid | Toyota 2.4L Turbo V6       | Hybride           | M      | 7   | Mike Conway       | Alle     |
| Toyota Gazoo Racing  | Toyota TS050 Hybrid | Toyota 2.4L Turbo V6       | Hybride           | M      | 7   | Kamui Kobayashi   | Alle     |
| Toyota Gazoo Racing  | Toyota TS050 Hybrid | Toyota 2.4L Turbo V6       | Hybride           | M      | 7   | José María López  | 1, 4-9   |
| Toyota Gazoo Racing  | Toyota TS050 Hybrid | Toyota 2.4L Turbo V6       | Hybride           | M      | 7   | Stéphane Sarrazin | 3        |
| Toyota Gazoo Racing  | Toyota TS050 Hybrid | Toyota 2.4L Turbo V6       | Hybride           | M      | 8   | Sébastien Buemi   | Alle     |
| Toyota Gazoo Racing  | Toyota TS050 Hybrid | Toyota 2.4L Turbo V6       | Hybride           | M      | 8   | Kazuki Nakajima   | Alle     |
| Toyota Gazoo Racing  | Toyota TS050 Hybrid | Toyota 2.4L Turbo V6       | Hybride           | M      | 8   | Anthony Davidson  | 1-5, 7−9 |
| Toyota Gazoo Racing  | Toyota TS050 Hybrid | Toyota 2.4L Turbo V6       | Hybride           | M      | 8   | Stéphane Sarrazin | 6        |
| Toyota Gazoo Racing  | Toyota TS050 Hybrid | Toyota 2.4L Turbo V6       | Hybride           | M      | 9   | Yuji Kunimoto     | 2-3      |
| Toyota Gazoo Racing  | Toyota TS050 Hybrid | Toyota 2.4L Turbo V6       | Hybride           | M      | 9   | Nicolas Lapierre  | 2-3      |
| Toyota Gazoo Racing  | Toyota TS050 Hybrid | Toyota 2.4L Turbo V6       | Hybride           | M      | 9   | Stéphane Sarrazin | 2        |
| Toyota Gazoo Racing  | Toyota TS050 Hybrid | Toyota 2.4L Turbo V6       | Hybride           | M      | 9   | José María López  | 3        |

### LMP2
Volgens de LMP2-reglementen rijden alle auto's in de LMP2-klasse met een Gibson GK428 V8-motor.
| Team                    | Auto        | Banden | Nr. | Coureur                  | Races    |
| ----------------------- | ----------- | ------ | --- | ------------------------ | -------- |
| Vaillante Rebellion     | Oreca 07    | D      | 13  | Mathias Beche            | Alle     |
| Vaillante Rebellion     | Oreca 07    | D      | 13  | David Heinemeier Hansson | Alle     |
| Vaillante Rebellion     | Oreca 07    | D      | 13  | Nelson Piquet jr.        | 1-3, 5-9 |
| Vaillante Rebellion     | Oreca 07    | D      | 13  | Pipo Derani              | 4        |
| Vaillante Rebellion     | Oreca 07    | D      | 31  | Bruno Senna              | Alle     |
| Vaillante Rebellion     | Oreca 07    | D      | 31  | Julien Canal             | Alle     |
| Vaillante Rebellion     | Oreca 07    | D      | 31  | Nicolas Prost            | 1-3, 5-9 |
| Vaillante Rebellion     | Oreca 07    | D      | 31  | Filipe Albuquerque       | 4        |
| CEFC Manor TRS Racing   | Oreca 07    | D      | 24  | Tor Graves               | 1-4      |
| CEFC Manor TRS Racing   | Oreca 07    | D      | 24  | Jonathan Hirschi         | 1-4      |
| CEFC Manor TRS Racing   | Oreca 07    | D      | 24  | Jean-Éric Vergne         | 1-3, 5-9 |
| CEFC Manor TRS Racing   | Oreca 07    | D      | 24  | Roberto Merhi            | 4        |
| CEFC Manor TRS Racing   | Oreca 07    | D      | 24  | Ben Hanley               | 5-9      |
| CEFC Manor TRS Racing   | Oreca 07    | D      | 24  | Matt Rao                 | 5-9      |
| CEFC Manor TRS Racing   | Oreca 07    | D      | 25  | Roberto González         | Alle     |
| CEFC Manor TRS Racing   | Oreca 07    | D      | 25  | Simon Trummer            | Alle     |
| CEFC Manor TRS Racing   | Oreca 07    | D      | 25  | Vitali Petrov            | Alle     |
| G-Drive Racing          | Oreca 07    | D      | 22  | Memo Rojas               | 3        |
| G-Drive Racing          | Oreca 07    | D      | 22  | José Gutiérrez           | 3        |
| G-Drive Racing          | Oreca 07    | D      | 22  | Ryō Hirakawa             | 3        |
| G-Drive Racing          | Oreca 07    | D      | 26  | Roman Roesinov           | Alle     |
| G-Drive Racing          | Oreca 07    | D      | 26  | Pierre Thiriet           | 1-7      |
| G-Drive Racing          | Oreca 07    | D      | 26  | Alex Lynn                | 1-3, 5-6 |
| G-Drive Racing          | Oreca 07    | D      | 26  | Ben Hanley               | 4        |
| G-Drive Racing          | Oreca 07    | D      | 26  | James Rossiter           | 7        |
| G-Drive Racing          | Oreca 07    | D      | 26  | Léo Roussel              | 8-9      |
| G-Drive Racing          | Oreca 07    | D      | 26  | Nico Müller              | 8        |
| G-Drive Racing          | Oreca 07    | D      | 26  | Loïc Duval               | 9        |
| TDS Racing              | Oreca 07    | D      | 28  | Emmanuel Collard         | Alle     |
| TDS Racing              | Oreca 07    | D      | 28  | François Perrodo         | Alle     |
| TDS Racing              | Oreca 07    | D      | 28  | Matthieu Vaxivière       | 1, 3-9   |
| TDS Racing              | Oreca 07    | D      | 28  | Ben Hanley               | 2        |
| Signatech Alpine Matmut | Alpine A470 | D      | 35  | Nelson Panciatici        | 2-4      |
| Signatech Alpine Matmut | Alpine A470 | D      | 35  | Pierre Ragues            | 2-4      |
| Signatech Alpine Matmut | Alpine A470 | D      | 35  | André Negrão             | 2-4      |
| Signatech Alpine Matmut | Alpine A470 | D      | 36  | Gustavo Menezes          | Alle     |
| Signatech Alpine Matmut | Alpine A470 | D      | 36  | Matt Rao                 | 1-4      |
| Signatech Alpine Matmut | Alpine A470 | D      | 36  | Nicolas Lapierre         | 1, 4-9   |
| Signatech Alpine Matmut | Alpine A470 | D      | 36  | Romain Dumas             | 2-3      |
| Signatech Alpine Matmut | Alpine A470 | D      | 36  | André Negrão             | 5-9      |
| Jackie Chan DC Racing   | Oreca 07    | D      | 37  | David Cheng              | Alle     |
| Jackie Chan DC Racing   | Oreca 07    | D      | 37  | Tristan Gommendy         | Alle     |
| Jackie Chan DC Racing   | Oreca 07    | D      | 37  | Alex Brundle             | Alle     |
| Jackie Chan DC Racing   | Oreca 07    | D      | 38  | Ho-Pin Tung              | Alle     |
| Jackie Chan DC Racing   | Oreca 07    | D      | 38  | Thomas Laurent           | Alle     |
| Jackie Chan DC Racing   | Oreca 07    | D      | 38  | Oliver Jarvis            | Alle     |

### LMGTE Pro
| Team                      | Auto                     | Motor                        | Banden | Nr. | Coureur               | Races    |
| ------------------------- | ------------------------ | ---------------------------- | ------ | --- | --------------------- | -------- |
| AF Corse                  | Ferrari 488 GTE          | Ferrari F154CB 3.9L Turbo V8 | M      | 51  | James Calado          | Alle     |
| AF Corse                  | Ferrari 488 GTE          | Ferrari F154CB 3.9L Turbo V8 | M      | 51  | Alessandro Pier Guidi | Alle     |
| AF Corse                  | Ferrari 488 GTE          | Ferrari F154CB 3.9L Turbo V8 | M      | 51  | Michele Rugolo        | 3        |
| AF Corse                  | Ferrari 488 GTE          | Ferrari F154CB 3.9L Turbo V8 | M      | 71  | Davide Rigon          | Alle     |
| AF Corse                  | Ferrari 488 GTE          | Ferrari F154CB 3.9L Turbo V8 | M      | 71  | Sam Bird              | 1-3, 5-9 |
| AF Corse                  | Ferrari 488 GTE          | Ferrari F154CB 3.9L Turbo V8 | M      | 71  | Miguel Molina         | 3        |
| AF Corse                  | Ferrari 488 GTE          | Ferrari F154CB 3.9L Turbo V8 | M      | 71  | Toni Vilander         | 4        |
| Ford Chip Ganassi Team UK | Ford GT                  | Ford EcoBoost 3.5L Turbo V6  | M      | 66  | Stefan Mücke          | Alle     |
| Ford Chip Ganassi Team UK | Ford GT                  | Ford EcoBoost 3.5L Turbo V6  | M      | 66  | Olivier Pla           | Alle     |
| Ford Chip Ganassi Team UK | Ford GT                  | Ford EcoBoost 3.5L Turbo V6  | M      | 66  | Billy Johnson         | 1-3      |
| Ford Chip Ganassi Team UK | Ford GT                  | Ford EcoBoost 3.5L Turbo V6  | M      | 67  | Andy Priaulx          | Alle     |
| Ford Chip Ganassi Team UK | Ford GT                  | Ford EcoBoost 3.5L Turbo V6  | M      | 67  | Harry Tincknell       | Alle     |
| Ford Chip Ganassi Team UK | Ford GT                  | Ford EcoBoost 3.5L Turbo V6  | M      | 67  | Pipo Derani           | 1-3      |
| Porsche GT Team           | Porsche 911 RSR          | Porsche 4.0L Flat-6          | M      | 91  | Richard Lietz         | Alle     |
| Porsche GT Team           | Porsche 911 RSR          | Porsche 4.0L Flat-6          | M      | 91  | Frédéric Makowiecki   | Alle     |
| Porsche GT Team           | Porsche 911 RSR          | Porsche 4.0L Flat-6          | M      | 91  | Patrick Pilet         | 3        |
| Porsche GT Team           | Porsche 911 RSR          | Porsche 4.0L Flat-6          | M      | 92  | Michael Christensen   | Alle     |
| Porsche GT Team           | Porsche 911 RSR          | Porsche 4.0L Flat-6          | M      | 92  | Kévin Estre           | Alle     |
| Porsche GT Team           | Porsche 911 RSR          | Porsche 4.0L Flat-6          | M      | 92  | Dirk Werner           | 3        |
| Aston Martin Racing       | Aston Martin Vantage GTE | Aston Martin 4.5L V8         | D      | 95  | Nicki Thiim           | Alle     |
| Aston Martin Racing       | Aston Martin Vantage GTE | Aston Martin 4.5L V8         | D      | 95  | Marco Sørensen        | Alle     |
| Aston Martin Racing       | Aston Martin Vantage GTE | Aston Martin 4.5L V8         | D      | 95  | Richie Stanaway       | 1-3      |
| Aston Martin Racing       | Aston Martin Vantage GTE | Aston Martin 4.5L V8         | D      | 97  | Darren Turner         | Alle     |
| Aston Martin Racing       | Aston Martin Vantage GTE | Aston Martin 4.5L V8         | D      | 97  | Jonathan Adam         | Alle     |
| Aston Martin Racing       | Aston Martin Vantage GTE | Aston Martin 4.5L V8         | D      | 97  | Daniel Serra          | 1-6      |

### LMGTE Am
| Team                  | Auto                     | Motor                        | Banden | Nr. | Coureur               | Races    |
| --------------------- | ------------------------ | ---------------------------- | ------ | --- | --------------------- | -------- |
| Spirit of Race        | Ferrari 488 GTE          | Ferrari F154CB 3.9L Turbo V8 | M      | 54  | Thomas Flohr          | Alle     |
| Spirit of Race        | Ferrari 488 GTE          | Ferrari F154CB 3.9L Turbo V8 | M      | 54  | Francesco Castellacci | Alle     |
| Spirit of Race        | Ferrari 488 GTE          | Ferrari F154CB 3.9L Turbo V8 | M      | 54  | Miguel Molina         | 1-2, 4-9 |
| Spirit of Race        | Ferrari 488 GTE          | Ferrari F154CB 3.9L Turbo V8 | M      | 54  | Olivier Beretta       | 3        |
| Spirit of Race        | Ferrari 488 GTE          | Ferrari F154CB 3.9L Turbo V8 | M      | 55  | Duncan Cameron        | 3        |
| Spirit of Race        | Ferrari 488 GTE          | Ferrari F154CB 3.9L Turbo V8 | M      | 55  | Aaron Scott           | 3        |
| Spirit of Race        | Ferrari 488 GTE          | Ferrari F154CB 3.9L Turbo V8 | M      | 55  | Marco Cioci           | 3        |
| Clearwater Racing     | Ferrari 488 GTE          | Ferrari F154CB 3.9L Turbo V8 | M      | 60  | Richard Wee           | 3        |
| Clearwater Racing     | Ferrari 488 GTE          | Ferrari F154CB 3.9L Turbo V8 | M      | 60  | Hiroki Katoh          | 3        |
| Clearwater Racing     | Ferrari 488 GTE          | Ferrari F154CB 3.9L Turbo V8 | M      | 60  | Álvaro Parente        | 3        |
| Clearwater Racing     | Ferrari 488 GTE          | Ferrari F154CB 3.9L Turbo V8 | M      | 61  | Weng Sun Mok          | Alle     |
| Clearwater Racing     | Ferrari 488 GTE          | Ferrari F154CB 3.9L Turbo V8 | M      | 61  | Keita Sawa            | Alle     |
| Clearwater Racing     | Ferrari 488 GTE          | Ferrari F154CB 3.9L Turbo V8 | M      | 61  | Matt Griffin          | Alle     |
| Dempsey-Proton Racing | Porsche 911 RSR          | Porsche 4.0L Flat-6          | D      | 77  | Christian Ried        | Alle     |
| Dempsey-Proton Racing | Porsche 911 RSR          | Porsche 4.0L Flat-6          | D      | 77  | Marvin Dienst         | Alle     |
| Dempsey-Proton Racing | Porsche 911 RSR          | Porsche 4.0L Flat-6          | D      | 77  | Matteo Cairoli        | Alle     |
| Gulf Racing           | Porsche 911 RSR          | Porsche 4.0L Flat-6          | D      | 86  | Ben Barker            | Alle     |
| Gulf Racing           | Porsche 911 RSR          | Porsche 4.0L Flat-6          | D      | 86  | Nick Foster           | Alle     |
| Gulf Racing           | Porsche 911 RSR          | Porsche 4.0L Flat-6          | D      | 86  | Michael Wainwright    | 1-6, 9   |
| Gulf Racing           | Porsche 911 RSR          | Porsche 4.0L Flat-6          | D      | 86  | Mike Hedlund          | 7        |
| Gulf Racing           | Porsche 911 RSR          | Porsche 4.0L Flat-6          | D      | 86  | Khaled Al Qubaisi     | 8        |
| Aston Martin Racing   | Aston Martin Vantage GTE | Aston Martin 4.5L V8         | D      | 98  | Paul Dalla Lana       | Alle     |
| Aston Martin Racing   | Aston Martin Vantage GTE | Aston Martin 4.5L V8         | D      | 98  | Pedro Lamy            | Alle     |
| Aston Martin Racing   | Aston Martin Vantage GTE | Aston Martin 4.5L V8         | D      | 98  | Mathias Lauda         | Alle     |

## Resultaten
| Ronde | Circuit     | Winnaar LMP1                                     | Winnaar LMP2                                  | Winnaar LMGTE Pro                        | Winnaar LMGTE Am                                 | Verslag |
| ----- | ----------- | ------------------------------------------------ | --------------------------------------------- | ---------------------------------------- | ------------------------------------------------ | ------- |
| 1     | Silverstone | #8 Toyota Gazoo Racing                           | #38 Jackie Chan DC Racing                     | #67 Ford Chip Ganassi Team UK            | #61 Clearwater Racing                            | Verslag |
| 1     | Silverstone | Sébastien Buemi Anthony Davidson Kazuki Nakajima | Ho-Pin Tung Thomas Laurent Oliver Jarvis      | Andy Priaulx Harry Tincknell Pipo Derani | Weng Sun Mok Keita Sawa Matt Griffin             | Verslag |
| 2     | Spa         | #8 Toyota Gazoo Racing                           | #26 G-Drive Racing                            | #71 AF Corse                             | #98 Aston Martin Racing                          | Verslag |
| 2     | Spa         | Sébastien Buemi Anthony Davidson Kazuki Nakajima | Roman Roesinov Pierre Thiriet Alex Lynn       | Sam Bird Davide Rigon                    | Paul Dalla Lana Pedro Lamy Mathias Lauda         | Verslag |
| 3     | Le Mans     | #2 Porsche LMP Team                              | #38 Jackie Chan DC Racing                     | #97 Aston Martin Racing                  | #55 Spirit of Race                               | Verslag |
| 3     | Le Mans     | Timo Bernhard Brendon Hartley Earl Bamber        | Ho-Pin Tung Thomas Laurent Oliver Jarvis      | Darren Turner Jonathan Adam Daniel Serra | Duncan Cameron Aaron Scott Marco Cioci           | Verslag |
| 4     | Nürburgring | #2 Porsche LMP Team                              | #38 Jackie Chan DC Racing                     | #51 AF Corse                             | #77 Dempsey-Proton Racing                        | Verslag |
| 4     | Nürburgring | Timo Bernhard Brendon Hartley Earl Bamber        | Ho-Pin Tung Thomas Laurent Oliver Jarvis      | James Calado Alessandro Pier Guidi       | Christian Ried Marvin Dienst Matteo Cairoli      | Verslag |
| 5     | Mexico      | #2 Porsche LMP Team                              | #31 Vaillante Rebellion                       | #95 Aston Martin Racing                  | #77 Dempsey-Proton Racing                        | Verslag |
| 5     | Mexico      | Timo Bernhard Brendon Hartley Earl Bamber        | Julien Canal Nicolas Prost Bruno Senna        | Marco Sørensen Nicki Thiim               | Christian Ried Marvin Dienst Matteo Cairoli      | Verslag |
| 6     | Austin      | #2 Porsche LMP Team                              | #36 Signatech Alpine Matmut                   | #51 AF Corse                             | #98 Aston Martin Racing                          | Verslag |
| 6     | Austin      | Timo Bernhard Brendon Hartley Earl Bamber        | Nicolas Lapierre Gustavo Menezes André Negrão | James Calado Alessandro Pier Guidi       | Paul Dalla Lana Pedro Lamy Mathias Lauda         | Verslag |
| 7     | Fuji        | #8 Toyota Gazoo Racing                           | #31 Vaillante Rebellion                       | #51 AF Corse                             | #54 Spirit of Race                               | Verslag |
| 7     | Fuji        | Sébastien Buemi Anthony Davidson Kazuki Nakajima | Julien Canal Nicolas Prost Bruno Senna        | James Calado Alessandro Pier Guidi       | Thomas Flohr Francesco Castellacci Miguel Molina | Verslag |
| 8     | Shanghai    | #8 Toyota Gazoo Racing                           | #31 Vaillante Rebellion                       | #67 Ford Chip Ganassi Team UK            | #98 Aston Martin Racing                          | Verslag |
| 8     | Shanghai    | Sébastien Buemi Anthony Davidson Kazuki Nakajima | Julien Canal Nicolas Prost Bruno Senna        | Andy Priaulx Harry Tincknell             | Paul Dalla Lana Pedro Lamy Mathias Lauda         | Verslag |
| 9     | Bahrain     | #8 Toyota Gazoo Racing                           | #31 Vaillante Rebellion                       | #71 AF Corse                             | #98 Aston Martin Racing                          | Verslag |
| 9     | Bahrain     | Sébastien Buemi Anthony Davidson Kazuki Nakajima | Julien Canal Nicolas Prost Bruno Senna        | Sam Bird Davide Rigon                    | Paul Dalla Lana Pedro Lamy Mathias Lauda         | Verslag |

## Kampioenschappen

### Puntensysteem
- Inschrijvingen vertrekkend van pole-position zijn vetgedrukt.
- Voor de 24 uur van Le Mans werden dubbele punten uitgereikt.

| Positie | 1e | 2e | 3e | 4e | 5e | 6e | 7e | 8e | 9e | 10e | Overig | Pole |
| Punten  | 25 | 18 | 15 | 12 | 10 | 8  | 6  | 4  | 2  | 1   | 0,5    | 1    |

### Coureurs
Er worden vier titels uitgereikt aan de coureurs, waarvan twee wereldkampioenschappen. De kampioenen in de LMP- en de GTE-klassen worden gekroond tot wereldkampioen, terwijl de kampioenen in de LMP2- en LMGTE Am-klassen een FIA Endurance Trophy krijgen. De FIA Endurance Trophy voor LMP1-privéteams werd vanwege het kleine aantal inschrijvingen niet meer uitgereikt.

#### LMP
| Pos. | Coureur                  | Team                    | SIL | SPA | LEM | NÜR | MEX | COA | FUJ | SHA | BHR | Punten |
| ---- | ------------------------ | ----------------------- | --- | --- | --- | --- | --- | --- | --- | --- | --- | ------ |
| 1    | Timo Bernhard            | Porsche LMP Team        | 2   | 3   | 1   | 1   | 1   | 1   | 4   | 2   | 2   | 208    |
| 1    | Earl Bamber              | Porsche LMP Team        | 2   | 3   | 1   | 1   | 1   | 1   | 4   | 2   | 2   | 208    |
| 1    | Brendon Hartley          | Porsche LMP Team        | 2   | 3   | 1   | 1   | 1   | 1   | 4   | 2   | 2   | 208    |
| 2    | Sébastien Buemi          | Toyota Gazoo Racing     | 1   | 1   | 6   | 4   | 3   | 3   | 1   | 1   | 1   | 183    |
| 2    | Kazuki Nakajima          | Toyota Gazoo Racing     | 1   | 1   | 6   | 4   | 3   | 3   | 1   | 1   | 1   | 183    |
| 3    | Anthony Davidson         | Toyota Gazoo Racing     | 1   | 1   | 6   | 4   | 3   |     | 1   | 1   | 1   | 168    |
| 4    | Neel Jani                | Porsche LMP Team        | 3   | 4   | DNF | 2   | 2   | 2   | 3   | 3   | 3   | 129    |
| 4    | Nick Tandy               | Porsche LMP Team        | 3   | 4   | DNF | 2   | 2   | 2   | 3   | 3   | 3   | 129    |
| 4    | André Lotterer           | Porsche LMP Team        | 3   | 4   | DNF | 2   | 2   | 2   | 3   | 3   | 3   | 129    |
| 5    | Mike Conway              | Toyota Gazoo Racing     | 13  | 2   | DNF | 3   | 4   | 4   | 2   | 4   | 4   | 103,5  |
| 5    | Kamui Kobayashi          | Toyota Gazoo Racing     | 13  | 2   | DNF | 3   | 4   | 4   | 2   | 4   | 4   | 103,5  |
| 6    | José María López         | Toyota Gazoo Racing     | 13  |     | DNF | 3   | 4   | 4   | 2   | 4   | 4   | 84,5   |
| 7    | Ho-Pin Tung              | Jackie Chan DC Racing   | 4   | 9   | 2   | 5   | 13  | 8   | 7   | 8   | 6   | 82,5   |
| 7    | Oliver Jarvis            | Jackie Chan DC Racing   | 4   | 9   | 2   | 5   | 13  | 8   | 7   | 8   | 6   | 82,5   |
| 7    | Thomas Laurent           | Jackie Chan DC Racing   | 4   | 9   | 2   | 5   | 13  | 8   | 7   | 8   | 6   | 82,5   |
| 8    | Bruno Senna              | Vaillante Rebellion     | 5   | 8   | 8   | 6   | 5   | 7   | 5   | 5   | 5   | 76     |
| 8    | Julien Canal             | Vaillante Rebellion     | 5   | 8   | 8   | 6   | 5   | 7   | 5   | 5   | 5   | 76     |
| 9    | Nicolas Prost            | Vaillante Rebellion     | 5   | 8   | 8   |     | 5   | 7   | 5   | 5   | 5   | 68     |
| 10   | André Negrão             | Signatech Alpine Matmut |     | 12  | 4   | DNF | 6   | 5   | 6   | 6   | 8   | 62,5   |
| 11   | Gustavo Menezes          | Signatech Alpine Matmut | 7   | 11  | 7   | 7   | 6   | 5   | 6   | 6   | 8   | 62,5   |
| 12   | Nicolas Lapierre         | Signatech Alpine Matmut | 7   |     |     | 7   | 6   | 5   | 6   | 6   | 8   | 60     |
| 12   | Nicolas Lapierre         | Toyota Gazoo Racing     |     | 5   | DNF |     |     |     |     |     |     | 60     |
| 13   | David Cheng              | Jackie Chan DC Racing   | 11  | 16  | 3   | 9   | 10  | 9   | DNF | 12  | 12  | 37     |
| 13   | Alex Brundle             | Jackie Chan DC Racing   | 11  | 16  | 3   | 9   | 10  | 9   | DNF | 12  | 12  | 37     |
| 13   | Tristan Gommendy         | Jackie Chan DC Racing   | 11  | 16  | 3   | 9   | 10  | 9   | DNF | 12  | 12  | 37     |
| 14   | Matt Rao                 | Signatech Alpine Matmut | 7   | 11  | 7   | 7   |     |     |     |     |     | 35     |
| 14   | Matt Rao                 | CEFC Manor TRS Racing   |     |     |     |     | 7   | 10  | 9   | 13  | 10  | 35     |
| 15   | Jean-Éric Vergne         | CEFC Manor TRS Racing   | 9   | 13  | 5   |     | 7   | 10  | 9   | 13  | 10  | 32,5   |
| 16   | David Heinemeier Hansson | Vaillante Rebellion     | 13  | 10  | DSQ | 8   | 9   | 6   | DSQ | 7   | 7   | 27,5   |
| 16   | Mathias Beche            | Vaillante Rebellion     | 13  | 10  | DSQ | 8   | 9   | 6   | DSQ | 7   | 7   | 27,5   |
| 17   | Stéphane Sarrazin        | Toyota Gazoo Racing     |     | 5   | DNF |     |     | 3   |     |     |     | 26     |
| 18   | Pierre Ragues            | Signatech Alpine Matmut |     | 12  | 4   | DNF |     |     |     |     |     | 24,5   |
| 18   | Nelson Panciatici        | Signatech Alpine Matmut |     | 12  | 4   | DNF |     |     |     |     |     | 24,5   |
| 19   | Nelson Piquet jr.        | Vaillante Rebellion     | 13  | 10  | DSQ |     | 9   | 6   | DSQ | 7   | 7   | 23,5   |
| 20   | Jonathan Hirschi         | CEFC Manor TRS Racing   | 9   | 13  | 5   | 13  |     |     |     |     |     | 23     |
| 20   | Tor Graves               | CEFC Manor TRS Racing   | 9   | 13  | 5   | 13  |     |     |     |     |     | 23     |
| Pos. | Coureur                  | Team                    | SIL | SPA | LEM | NÜR | MEX | COA | FUJ | SHA | BHR | Punten |

#### GTE
| Pos. | Coureur               | Team                        | SIL | SPA | LEM | NÜR | MEX | COA | FUJ | SHA | BHR | Punten |
| ---- | --------------------- | --------------------------- | --- | --- | --- | --- | --- | --- | --- | --- | --- | ------ |
| 1    | James Calado          | AF Corse                    | 2   | 2   | 14  | 1   | 6   | 1   | 1   | 3   | 2   | 153    |
| 1    | Alessandro Pier Guidi | AF Corse                    | 2   | 2   | 14  | 1   | 6   | 1   | 1   | 3   | 2   | 153    |
| 2    | Richard Lietz         | Porsche GT Team             | 3   | 5   | 3   | 2   | 3   | 6   | 2   | 2   | 4   | 145    |
| 2    | Frédéric Makowiecki   | Porsche GT Team             | 3   | 5   | 3   | 2   | 3   | 6   | 2   | 2   | 4   | 145    |
| 3    | Andy Priaulx          | Ford Chip Ganassi Racing UK | 1   | 4   | 2   | 5   | 4   | 7   | 13  | 1   | 3   | 142,5  |
| 3    | Harry Tincknell       | Ford Chip Ganassi Racing UK | 1   | 4   | 2   | 5   | 4   | 7   | 13  | 1   | 3   | 142,5  |
| 4    | Davide Rigon          | AF Corse                    | 5   | 1   | 4   | 11  | 2   | 3   | 5   | 6   | 1   | 139,5  |
| 5    | Sam Bird              | AF Corse                    | 5   | 1   | 4   |     | 2   | 3   | 5   | 6   | 1   | 139    |
| 6    | Nicki Thiim           | Aston Martin Racing         | 6   | 8   | 5   | 4   | 1   | 4   | 7   | 5   | 7   | 104    |
| 6    | Marco Sørensen        | Aston Martin Racing         | 6   | 8   | 5   | 4   | 1   | 4   | 7   | 5   | 7   | 104    |
| 7    | Darren Turner         | Aston Martin Racing         | 7   | 7   | 1   | 7   | DNF | 5   | 6   | 7   | 6   | 101    |
| 7    | Jonathan Adam         | Aston Martin Racing         | 7   | 7   | 1   | 7   | DNF | 5   | 6   | 7   | 6   | 101    |
| 8    | Stefan Mücke          | Ford Chip Ganassi Racing UK | 4   | 3   | 6   | 6   | 7   | 8   | 4   | 4   | 5   | 95     |
| 8    | Olivier Pla           | Ford Chip Ganassi Racing UK | 4   | 3   | 6   | 6   | 7   | 8   | 4   | 4   | 5   | 95     |
| 9    | Daniel Serra          | Aston Martin Racing         | 7   | 7   | 1   | 7   | DNF | 5   |     |     |     | 79     |
| 10   | Pipo Derani           | Ford Chip Ganassi Racing UK | 1   | 4   | 2   |     |     |     |     |     |     | 74     |
| 11   | Michael Christensen   | Porsche GT Team             | DNF | 6   | DNF | 3   | 5   | 2   | 3   | DNF | DNF | 67     |
| 11   | Kévin Estre           | Porsche GT Team             | DNF | 6   | DNF | 3   | 5   | 2   | 3   | DNF | DNF | 67     |
| 12   | Billy Johnson         | Ford Chip Ganassi Racing UK | 4   | 3   | 6   |     |     |     |     |     |     | 43     |
| 13   | Miguel Molina         | Spirit of Race              | DNF | 12  |     | 9   | 11  | 11  | 8   | DNF | 10  | 32,5   |
| 13   | Miguel Molina         | AF Corse                    |     |     | 4   |     |     |     |     |     |     | 32,5   |
| 14   | Richie Stanaway       | Aston Martin Racing         | 6   | 8   | 5   |     |     |     |     |     |     | 32     |
| 15   | Patrick Pilet         | Porsche GT Team             |     |     | 3   |     |     |     |     |     |     | 30     |
| 16   | Paul Dalla Lana       | Aston Martin Racing         | 9   | 9   | 10  | 10  | 9   | 9   | 12  | 8   | 9   | 19,5   |
| 16   | Pedro Lamy            | Aston Martin Racing         | 9   | 9   | 10  | 10  | 9   | 9   | 12  | 8   | 9   | 19,5   |
| 16   | Mathias Lauda         | Aston Martin Racing         | 9   | 9   | 10  | 10  | 9   | 9   | 12  | 8   | 9   | 19,5   |
| 17   | Weng Sun Mok          | Clearwater Racing           | 8   | 11  | 8   | 12  | 12  | 10  | 9   | 11  | 9   | 19     |
| 17   | Keita Sawa            | Clearwater Racing           | 8   | 11  | 8   | 12  | 12  | 10  | 9   | 11  | 9   | 19     |
| 17   | Matt Griffin          | Clearwater Racing           | 8   | 11  | 8   | 12  | 12  | 10  | 9   | 11  | 9   | 19     |
| 18   | Christian Ried        | Dempsey-Proton Racing       | 10  | 10  | 9   | 8   | 8   | 12  | 10  | 10  | 11  | 17     |
| 18   | Marvin Dienst         | Dempsey-Proton Racing       | 10  | 10  | 9   | 8   | 8   | 12  | 10  | 10  | 11  | 17     |
| 18   | Matteo Cairoli        | Dempsey-Proton Racing       | 10  | 10  | 9   | 8   | 8   | 12  | 10  | 10  | 11  | 17     |
| Pos. | Coureur               | Team                        | SIL | SPA | LEM | NÜR | MEX | COA | FUJ | SHA | BHR | Punten |

#### LMP2
| Pos. | Coureur                  | Team                    | SIL | SPA | LEM | NÜR | MEX | COA | FUJ | SHA | BHR | Punten |
| ---- | ------------------------ | ----------------------- | --- | --- | --- | --- | --- | --- | --- | --- | --- | ------ |
| 1    | Julien Canal             | Vaillante Rebellion     | 2   | 2   | 6   | 2   | 1   | 3   | 1   | 1   | 1   | 186    |
| 1    | Bruno Senna              | Vaillante Rebellion     | 2   | 2   | 6   | 2   | 1   | 3   | 1   | 1   | 1   | 186    |
| 2    | Ho-Pin Tung              | Jackie Chan DC Racing   | 1   | 3   | 1   | 1   | 9   | 4   | 3   | 4   | 2   | 175    |
| 2    | Oliver Jarvis            | Jackie Chan DC Racing   | 1   | 3   | 1   | 1   | 9   | 4   | 3   | 4   | 2   | 175    |
| 2    | Thomas Laurent           | Jackie Chan DC Racing   | 1   | 3   | 1   | 1   | 9   | 4   | 3   | 4   | 2   | 175    |
| 3    | Nicolas Prost            | Vaillante Rebellion     | 2   | 2   | 6   |     | 1   | 3   | 1   | 1   | 1   | 168    |
| 4    | Gustavo Menezes          | Signatech Alpine Matmut | 4   | 5   | 5   | 3   | 2   | 1   | 2   | 2   | 4   | 151    |
| 5    | André Negrão             | Signatech Alpine Matmut |     | 6   | 3   | DNF | 2   | 1   | 2   | 2   | 4   | 132    |
| 6    | Nicolas Lapierre         | Signatech Alpine Matmut | 4   |     |     | 3   | 2   | 1   | 2   | 2   | 4   | 121    |
| 7    | Matt Rao                 | Signatech Alpine Matmut | 4   | 5   | 5   | 3   |     |     |     |     |     | 100    |
| 7    | Matt Rao                 | CEFC Manor TRS Racing   |     |     |     |     | 3   | 6   | 5   | 9   | 6   | 100    |
| 8    | Mathias Beche            | Vaillante Rebellion     | 9   | 4   | DSQ | 4   | 5   | 2   | DSQ | 3   | 3   | 85     |
| 8    | David Heinemeier Hansson | Vaillante Rebellion     | 9   | 4   | DSQ | 4   | 5   | 2   | DSQ | 3   | 3   | 85     |
| 9    | Roman Roesinov           | G-Drive Racing          | 5   | 1   | DNF | 6   | 4   | 8   | 6   | 7   | 7   | 82     |
| 10   | Jean-Éric Vergne         | CEFC Manor TRS Racing   | 6   | 7   | 4   |     | 3   | 6   | 5   | 9   | 6   | 81     |
| 11   | David Cheng              | Jackie Chan DC Racing   | 8   | 10  | 2   | 5   | 6   | 5   | DNF | 8   | 8   | 77     |
| 11   | Alex Brundle             | Jackie Chan DC Racing   | 8   | 10  | 2   | 5   | 6   | 5   | DNF | 8   | 8   | 77     |
| 11   | Tristan Gommendy         | Jackie Chan DC Racing   | 8   | 10  | 2   | 5   | 6   | 5   | DNF | 8   | 8   | 77     |
| 12   | Nelson Piquet jr.        | Vaillante Rebellion     | 9   | 4   | DSQ |     | 5   | 2   | DSQ | 3   | 3   | 73     |
| 13   | Pierre Thiriet           | G-Drive Racing          | 5   | 1   | DNF | 6   | 4   | 8   | 6   |     |     | 70     |
| 14   | François Perrodo         | TDS Racing              | 3   | 9   | DNF | 8   | 7   | 7   | 4   | 6   | 9   | 55     |
| 14   | Emmanuel Collard         | TDS Racing              | 3   | 9   | DNF | 8   | 7   | 7   | 4   | 6   | 9   | 55     |
| 15   | Alex Lynn                | G-Drive Racing          | 5   | 1   | DNF |     | 4   | 8   |     |     |     | 54     |
| 16   | Matthieu Vaxivière       | TDS Racing              | 3   |     | DNF | 8   | 7   | 7   | 4   | 6   | 9   | 53     |
| 17   | Ben Hanley               | TDS Racing              |     | 9   |     |     |     |     |     |     |     | 53     |
| 17   | Ben Hanley               | G-Drive Racing          |     |     |     | 6   |     |     |     |     |     | 53     |
| 17   | Ben Hanley               | CEFC Manor TRS Racing   |     |     |     |     | 3   | 6   | 5   | 9   | 6   | 53     |
| 18   | Roberto González         | CEFC Manor TRS Racing   | 7   | 8   | DNF | 7   | 8   | DNF | 7   | 5   | 5   | 46     |
| 18   | Simon Trummer            | CEFC Manor TRS Racing   | 7   | 8   | DNF | 7   | 8   | DNF | 7   | 5   | 5   | 46     |
| 18   | Vitali Petrov            | CEFC Manor TRS Racing   | 7   | 8   | DNF | 7   | 8   | DNF | 7   | 5   | 5   | 46     |
| 19   | Tor Graves               | CEFC Manor TRS Racing   | 6   | 7   | 4   | 9   |     |     |     |     |     | 40     |
| 19   | Jonathan Hirschi         | CEFC Manor TRS Racing   | 6   | 7   | 4   | 9   |     |     |     |     |     | 40     |
| 20   | Nelson Panciatici        | Signatech Alpine Matmut |     | 6   | 3   | DNF |     |     |     |     |     | 38     |
| 20   | Pierre Ragues            | Signatech Alpine Matmut |     | 6   | 3   | DNF |     |     |     |     |     | 38     |
| Pos. | Coureur                  | Team                    | SIL | SPA | LEM | NÜR | MEX | COA | FUJ | SHA | BHR | Punten |

#### LMGTE Am
| Pos. | Coureur               | Team                  | SIL | SPA | LEM | NÜR | MEX | COA | FUJ | SHA | BHR | Punten |
| ---- | --------------------- | --------------------- | --- | --- | --- | --- | --- | --- | --- | --- | --- | ------ |
| 1    | Paul Dalla Lana       | Aston Martin Racing   | 2   | 1   | 4   | 3   | 2   | 1   | 5   | 1   | 1   | 192    |
| 1    | Pedro Lamy            | Aston Martin Racing   | 2   | 1   | 4   | 3   | 2   | 1   | 5   | 1   | 1   | 192    |
| 1    | Mathias Lauda         | Aston Martin Racing   | 2   | 1   | 4   | 3   | 2   | 1   | 5   | 1   | 1   | 192    |
| 2    | Christian Ried        | Dempsey-Proton Racing | 3   | 2   | 3   | 1   | 1   | 4   | 3   | 3   | 4   | 168    |
| 2    | Marvin Dienst         | Dempsey-Proton Racing | 3   | 2   | 3   | 1   | 1   | 4   | 3   | 3   | 4   | 168    |
| 2    | Matteo Cairoli        | Dempsey-Proton Racing | 3   | 2   | 3   | 1   | 1   | 4   | 3   | 3   | 4   | 168    |
| 3    | Weng Sun Mok          | Clearwater Racing     | 1   | 3   | 2   | 4   | 5   | 2   | 2   | 4   | 2   | 165    |
| 3    | Keita Sawa            | Clearwater Racing     | 1   | 3   | 2   | 4   | 5   | 2   | 2   | 4   | 2   | 165    |
| 3    | Matt Griffin          | Clearwater Racing     | 1   | 3   | 2   | 4   | 5   | 2   | 2   | 4   | 2   | 165    |
| 4    | Thomas Flohr          | Spirit of Race        | DNF | 4   | 7   | 2   | 4   | 3   | 1   | DNF | 3   | 109    |
| 4    | Francesco Castellacci | Spirit of Race        | DNF | 4   | 7   | 2   | 4   | 3   | 1   | DNF | 3   | 109    |
| 5    | Miguel Molina         | Spirit of Race        | DNF | 4   |     | 2   | 4   | 3   | 1   | DNF | 3   | 97     |
| 6    | Ben Barker            | Gulf Racing           | 4   | DNF | 5   | 5   | 3   | DNF | 4   | 2   | 5   | 97     |
| 6    | Nick Foster           | Gulf Racing           | 4   | DNF | 5   | 5   | 3   | DNF | 4   | 2   | 5   | 97     |
| 7    | Michael Wainwright    | Gulf Racing           | 4   | DNF | 5   | 5   | 3   | DNF |     |     | 5   | 67     |
| 8    | Duncan Cameron        | Spirit of Race        |     |     | 1   |     |     |     |     |     |     | 50     |
| 8    | Aaron Scott           | Spirit of Race        |     |     | 1   |     |     |     |     |     |     | 50     |
| 8    | Marco Cioci           | Spirit of Race        |     |     | 1   |     |     |     |     |     |     | 50     |
| 9    | Khaled Al Qubaisi     | Gulf Racing           |     |     |     |     |     |     |     | 2   |     | 18     |
| 10   | Richard Wee           | Clearwater Racing     |     |     | 6   |     |     |     |     |     |     | 16     |
| 10   | Hiroki Katoh          | Clearwater Racing     |     |     | 6   |     |     |     |     |     |     | 16     |
| 10   | Álvaro Parente        | Clearwater Racing     |     |     | 6   |     |     |     |     |     |     | 16     |
| 11   | Mike Hedlund          | Gulf Racing           |     |     |     |     |     |     | 4   |     |     | 12     |
| 12   | Olivier Beretta       | Spirit of Race        |     |     | 7   |     |     |     |     |     |     | 12     |
| Pos. | Coureur               | Team                  | SIL | SPA | LEM | NÜR | MEX | COA | FUJ | SHA | BHR | Punten |

### Constructeurs en teams
Er worden vijf titels uitgereikt aan de constructeurs en teams, waarvan twee wereldkampioenschappen. De kampioenen in de LMP1- en GTE-klassen worden gekroond tot wereldkampioen, terwijl de kampioenen in de LMP2-, de LMGTE Pro- en LMGTE Am-klassen een FIA Endurance Trophy krijgen. De FIA Endurance Trophy voor LMP1-privéteams werd vanwege het kleine aantal inschrijvingen niet meer uitgereikt.

#### LMP1
Een constructeur ontvangt enkel punten voor de twee hoogst geklasseerde auto's.
| Pos. | Constructeur | SIL | SPA | LEM | NÜR | MEX | COA | FUJ | SHA | BHR | Punten |
| ---- | ------------ | --- | --- | --- | --- | --- | --- | --- | --- | --- | ------ |
| 1    | Porsche      | 2   | 3   | 1   | 1   | 1   | 1   | 3   | 2   | 2   | 337    |
| 1    | Porsche      | 3   | 4   | DNF | 2   | 2   | 2   | 4   | 3   | 3   | 337    |
| 2    | Toyota       | 1   | 1   | 6   | 4   | 3   | 3   | 1   | 1   | 1   | 286,5  |
| 2    | Toyota       | 23  | 2   | DNF | 3   | 4   | 4   | 2   | 4   | 4   | 286,5  |
| Pos. | Constructeur | SIL | SPA | LEM | NÜR | MEX | COA | FUJ | SHA | BHR | Punten |

#### GTE
Een constructeur ontvangt enkel punten voor de twee hoogst geklasseerde auto's.
| Pos. | Constructeur | SIL | SPA | LEM | NÜR | MEX | COA | FUJ | SHA | BHR | Punten |
| ---- | ------------ | --- | --- | --- | --- | --- | --- | --- | --- | --- | ------ |
| 1    | Ferrari      | 2   | 1   | 4   | 1   | 2   | 1   | 1   | 3   | 1   | 305    |
| 1    | Ferrari      | 5   | 2   | 7   | 9   | 6   | 3   | 5   | 6   | 2   | 305    |
| 2    | Ford         | 1   | 3   | 2   | 5   | 4   | 7   | 4   | 1   | 3   | 237,5  |
| 2    | Ford         | 4   | 4   | 6   | 6   | 7   | 8   | 13  | 4   | 5   | 237,5  |
| 3    | Porsche      | 3   | 5   | 3   | 2   | 3   | 2   | 2   | 2   | 4   | 223,5  |
| 3    | Porsche      | 10  | 6   | 8   | 3   | 5   | 6   | 3   | 9   | 11  | 223,5  |
| 4    | Aston Martin | 6   | 7   | 1   | 4   | 1   | 4   | 6   | 5   | 6   | 207    |
| 4    | Aston Martin | 7   | 8   | 5   | 7   | 9   | 5   | 7   | 7   | 7   | 207    |
| Pos. | Constructeur | SIL | SPA | LEM | NÜR | MEX | COA | FUJ | SHA | BHR | Punten |

#### LMP2
| Pos. | Auto | Team                    | SIL | SPA | LEM | NÜR | MEX | COA | FUJ | SHA | BHR | Punten |
| ---- | ---- | ----------------------- | --- | --- | --- | --- | --- | --- | --- | --- | --- | ------ |
| 1    | 31   | Vaillante Rebellion     | 2   | 2   | 6   | 2   | 1   | 3   | 1   | 1   | 1   | 186    |
| 2    | 38   | Jackie Chan DC Racing   | 1   | 3   | 1   | 1   | 9   | 4   | 3   | 4   | 2   | 175    |
| 3    | 36   | Signatech Alpine Matmut | 4   | 5   | 5   | 3   | 2   | 1   | 2   | 2   | 4   | 151    |
| 4    | 13   | Vaillante Rebellion     | 9   | 4   | DSQ | 4   | 5   | 2   | DSQ | 3   | 3   | 85     |
| 5    | 24   | CEFC Manor TRS Racing   | 6   | 7   | 4   | 9   | 3   | 6   | 5   | 9   | 6   | 83     |
| 6    | 26   | G-Drive Racing          | 5   | 1   | DNF | 6   | 4   | 8   | 6   | 7   | 7   | 82     |
| 7    | 37   | Jackie Chan DC Racing   | 8   | 10  | 2   | 5   | 6   | 5   | DNF | 8   | 8   | 77     |
| 8    | 28   | TDS Racing              | 3   | 9   | DNF | 8   | 7   | 7   | 4   | 6   | 9   | 55     |
| 9    | 25   | CEFC Manor TRS Racing   | 7   | 8   | DNF | 7   | 8   | DNF | 7   | 5   | 5   | 46     |
| 10   | 35   | Signatech Alpine Matmut |     | 6   | 3   | DNF |     |     |     |     |     | 38     |
| Pos. | Auto | Team                    | SIL | SPA | LEM | NÜR | MEX | COA | FUJ | SHA | BHR | Punten |

#### LMGTE Pro
| Pos. | Auto | Team                        | SIL | SPA | LEM | NÜR | MEX | COA | FUJ | SHA | BHR | Punten |
| ---- | ---- | --------------------------- | --- | --- | --- | --- | --- | --- | --- | --- | --- | ------ |
| 1    | 51   | AF Corse                    | 2   | 2   | 7   | 1   | 6   | 1   | 1   | 3   | 2   | 164    |
| 2    | 67   | Ford Chip Ganassi Racing UK | 1   | 4   | 2   | 5   | 4   | 7   | 8   | 1   | 3   | 146    |
| 3    | 91   | Porsche GT Team             | 3   | 5   | 3   | 2   | 3   | 6   | 2   | 2   | 4   | 145    |
| 4    | 71   | AF Corse                    | 5   | 1   | 4   | 8   | 2   | 3   | 5   | 6   | 1   | 143    |
| 5    | 95   | Aston Martin Racing         | 6   | 8   | 5   | 4   | 1   | 4   | 7   | 5   | 7   | 104    |
| 6    | 97   | Aston Martin Racing         | 7   | 7   | 1   | 7   | DNF | 5   | 6   | 7   | 6   | 101    |
| 7    | 66   | Ford Chip Ganassi Racing UK | 4   | 3   | 6   | 6   | 7   | 8   | 4   | 4   | 5   | 95     |
| 8    | 92   | Porsche GT Team             | DNF | 6   | DNF | 3   | 5   | 2   | 3   | DNF | DNF | 67     |
| Pos. | Auto | Team                        | SIL | SPA | LEM | NÜR | MEX | COA | FUJ | SHA | BHR | Punten |

#### LMGTE Am
| Pos. | Auto | Team                  | SIL | SPA | LEM | NÜR | MEX | COA | FUJ | SHA | BHR | Punten |
| ---- | ---- | --------------------- | --- | --- | --- | --- | --- | --- | --- | --- | --- | ------ |
| 1    | 98   | Aston Martin Racing   | 2   | 1   | 3   | 3   | 2   | 1   | 5   | 1   | 1   | 198    |
| 2    | 61   | Clearwater Racing     | 1   | 3   | 1   | 4   | 5   | 2   | 2   | 4   | 2   | 179    |
| 3    | 77   | Dempsey-Proton Racing | 3   | 2   | 2   | 1   | 1   | 4   | 3   | 3   | 4   | 174    |
| 4    | 54   | Spirit of Race        | DNF | 4   | 5   | 2   | 4   | 3   | 1   | DNF | 3   | 117    |
| 5    | 86   | Gulf Racing           | 4   | DNF | 4   | 5   | 3   | DNF | 4   | 2   | 5   | 101    |
| Pos. | Auto | Team                  | SIL | SPA | LEM | NÜR | MEX | COA | FUJ | SHA | BHR | Punten |